# Мартинес, Мелани
Мелани Адель Мартинес (англ. Melanie Adele Martinez; род. 28 апреля 1995, Астория, Куинс) — американская певица, автор песен и фотограф пуэрто-риканского и доминиканского происхождения. Она была членом команды Адама Левина в третьем сезоне американского шоу талантов «Голос». 22 апреля 2014 года она выпустила сингл «Dollhouse», который вошёл в одноимённый дебютный мини-альбом Dollhouse. 14 августа 2015 года певица выпустила альбом Cry Baby, отдельным синглом от которого вышла песня «Pity Party». 6 сентября 2019 года вышел второй альбом Мелани K-12. 31 марта 2023 года вышел третий альбом Мелани Portals . Составляющей частью её имиджа являются её двухцветные волосы.

## Биография

### Ранние годы
Мелани Мартинес родилась в Астории, Куинс, её родители — Мери Мартинес и Хосе Мартинес имеют доминиканское и пуэрто-риканское происхождение. Когда Мелани было четыре года, её семья переехала в Болдуин, Нью-Йорк, на Лонг-Айленд. Она слушала таких исполнителей как Бренди, Бритни Спирс, Шакира, The Beatles, Тупак Шакур, Бигги Смоллс и Кристина Агилера и с юных лет хотела стать певицей.
Мартинес посещала начальную школу Plaza, там она училась пению с преподавателем, а стихи начала писать ещё в детском саду. У Мелани было мало друзей, и она была домоседкой. Она рассказывает, что была очень эмоциональной, многие неприятные моменты в жизни она воспринимала слишком близко к сердцу, от чего начинала плакать. Из-за этого окружающие называли её плаксой, это прозвище послужило названием для её дебютного альбома Cry Baby. Также до начала карьеры Мелани занималась фотографией и живописью.
В четырнадцать лет Мартинес самостоятельно научилась играть на гитаре, изучая аккордовые схемы своих любимых песен, которые она находила в интернете. Окончила среднюю школу Болдуина.

### 2012: Начало карьеры и участие вThe Voice
В 2012 году Мартинес приняла участие в третьем сезоне телепроекта «Голос», где исполняла песню Бритни Спирс «Toxic». Трое из четырёх судей: Адам Левин, Си Ло Грин и Блейк Шелтон нажали на кнопку «я выбираю тебя» во время её выступления, из них Мартинес выбрала Левина в качестве своего наставника.
Её первой соперницей была Кейтлин Мишель, они исполняли песню Элли Голдинг «Lights». В следующем раунде она была в паре с Сэмом Джеймсом, они исполняли «Bulletproof» синти-поп дуэта La Roux. Левин исключил Джеймса, и Мартинес смогла продолжить участие, став одним из пяти оставшихся членов команды Адама. В первую неделю Live Rounds Мартинес исполняла «Hit the Road Jack», к концу этой недели по результатам зрительского голосования в команде остались Аманда Браун, Брайан Кейт и Мелани, которую Левин оставил в шоу, исключив Лорен Эллред и Джоселин Риверу. На третьей неделе исполненная Мартинес «Seven Nation Army» к моменту окончания голосования заняла одну из первых двадцати позиций в iTunes Top 200 Single Chart, что произошло и на четвёртую неделю, когда исполненная ею «Too Close» вышла на шестую позицию в чарте. Тем не менее, в финале пятой недели Мартинес по результатам голосования зрителей была исключена из шоу вместе с Амандой Браун, другой участницей команды Адама, в которой в результате больше не осталось участников. Мартинес прокомментировав своё исключение сказала, что сначала и не мечтала продвинуться в шоу так далеко, она получила отличную возможность показать себя как музыканта, что и было конечной целью.
     — Студийная версия песен попала в top 10 на iTunes
| Раунд              | Песня                               | Оригинальный исполнитель | Дата            | Балл  | Результат                                      |
| ------------------ | ----------------------------------- | ------------------------ | --------------- | ----- | ---------------------------------------------- |
| Слепой отбор       | «Toxic»                             | Бритни Спирс             | 7 сентября 2012 | 4.1   | выбрана тремя судьями вступила в команду Адама |
| Раунд-битва        | «Lights» (против Кейтлин Мишель)    | Элли Голдинг             | 15 октября 2012 | 11.5  | «спасена» наставником                          |
| Раунд на выбывание | «Bulletproof» (против Сэма Джеймса) | La Roux                  | 29 октября 2012 | 16.5  | «спасена» наставником                          |
| Плей-офф вживую    | «Hit the Road Jack»                 | Рэй Чарльз               | 5 ноября 2012   | 18.3  | «спасена» наставником                          |
| Топ 12             | «Cough Syrup»                       | Young the Giant          | 12 ноября 2012  | 21.9  | «спасена» наставником                          |
| Топ 10             | «Seven Nation Army»                 | The White Stripes        | 19 ноября 2012  | 23.3  | «спасена» наставником                          |
| Топ 8              | «Too Close»                         | Алекс Клэр               | 26 ноября 2012  | 25.4  | «спасена» наставником                          |
| Топ 6              | «The Show» (выбор наставника)       | Lenka                    | 3 декабря 2012  | 27.10 | выбыла                                         |
| Топ 6              | «Crazy» (выбор исполнителя)         | Gnarls Barkley           | 3 декабря 2012  | 27.6  | выбыла                                         |

### 2013—2017:Dollhouse EPиCry Baby

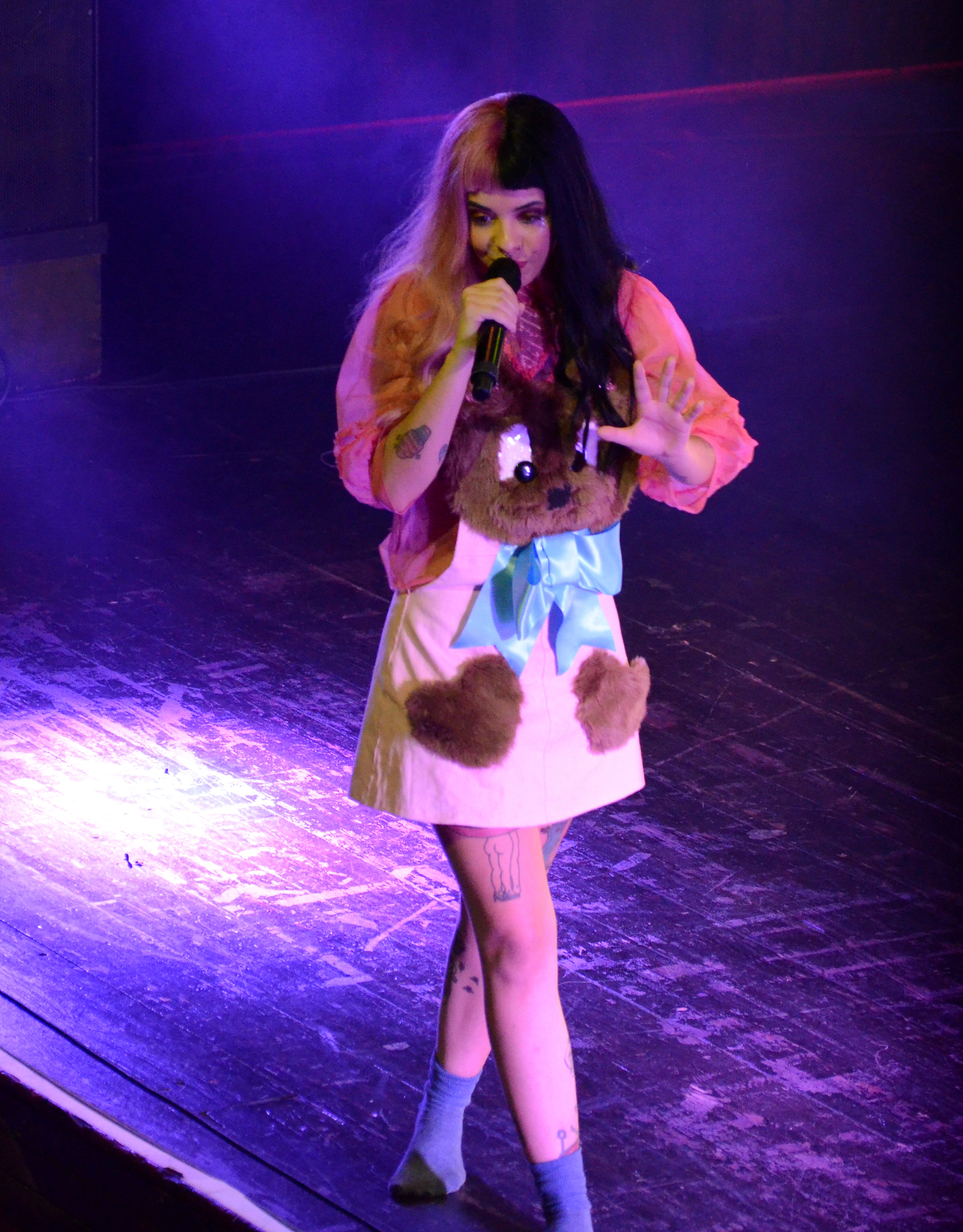
Мартинес во время Crybaby Tour, апрель 2016 год

После шоу Мартинес начала работать над своим полностью оригинальным материалом. 22 апреля 2014 года она выпустила свой дебютный сингл «Dollhouse», на который потом был снят музыкальный клип. Соавтором и продюсером песни выступил нью-йоркский дуэт Kinetics & One Love. 7 апреля 2014 года певица заключила контракт с лейблом Atlantic Records и анонсировала свой тур. 19 мая 2014 года вышел дебютный мини-альбом певицы «Dollhouse». Песня Мартинес «Carousel» прозвучала в мини-сериале Американская история ужасов: Фрик шоу. 2 июня 2015 года Мартинес выпустила сингл «Pity Party» из её тогда готовящегося к выходу дебютного полноформатного альбома Cry Baby. В преддверии выхода альбома 10 июля 2015 года Мелани записала сингл «Soap», который был выпущен 31 июля под названием «Sippy Cup» за 14 дней до релиза альбома. 23 декабря 2015-го Мелани выпустила специальный рождественский сингл «Gingerbread Man».
14 марта 2016 года вышло музыкальное видео на песню «Cry Baby». 14 августа 2015 года вышла песня «Alphabet Boy», а 2 июня 2016 года вышел клип на эту песню.
24 февраля 2017 года Cry Baby получил статус платинового.
В марте 2017 года Мартинес заявила о желании произвести фильм, рассказывающий историю каждой её песни.
23 сентября 2017 года Мелани выпустила клип на песню «Mad Hatter».
23 декабря 2017 года Мартинес выпустила песню «PIGGYBACK», посвящённую конфликту исполнительницы со своей бывшей подругой, которая обвинила её в изнасиловании.

#### Обвинение в сексуальном насилии
4 декабря 2017 года Тимоти Хёллер, бывшая подруга Мартинес, сообщила в Твиттере, что Мартинес пыталась её изнасиловать. На следующий день Мартинес написала твит в ответ на обвинения Хеллер, заявив, что заявления «ужаснули и огорчили» её и что Хеллер «никогда не говорила „нет“ тому, что они решали делать вместе».

### 2017—2022: Фильм и альбомK-12иAfter School
В марте 2017 года Мартинес выразила желание снять фильм, рассказывающий историю каждой песни из её второго альбома, объяснив: "Я сейчас пишу фильм … Я собираюсь провести год, работая над ним, режиссируя, снимая, работа с макияжем и т. д. ". 15 мая 2019 года Мартинес выпустила первый тизер к альбому, раскрывающий его название K-12. Его релиз должен состояться 6 сентября. На следующий день в Instagram была выложена обложка альбома. Хотя фильм был доступен в некоторых кинотеатрах по всему миру, Мартинес также разместила его и на YouTube и включила его в цифровую версию альбома К-12. В интервью PeopleTV Мелани упомянула, что у неё есть два сиквела и два визуальных альбома, которые планируется выпустить из альбома и фильма K-12. Она сказала: «По моим дальнейшим планам: у меня запланирован очередной фильм, а за ним ещё один, оба со своими альбомами. Надеюсь, что в этот раз всё пойдёт быстрее, а не растянется на четыре года, — потому что один раз я это уже делала, всему нужному научилась, чтобы, типа, всё рассортировать и добраться до финиша.»
В январе 2020 года Мартинес анонсировала EP After School, раскрыв название через свои истории в Instagram. EP будет служить дополнением к делюксвовому изданию K-12, но не является его продолжением, но при этом содержать более личные песни. 10 февраля 2020 года руководство Мартинес выпустило первый сингл из After School «Copy Cat», коллаборацию с Тьеррой Вак. Это первый раз, когда Тиерра работала с Мелани Мартинес, и первый раз, когда Мелани официально выпустила песню с другим исполнителем (не включая слитые версии Ice Cream и других коллабораций). Позже Мартинес выпустила второй сингл с EP, «Fire Drill», 26 июня 2020 года. Эта песня ранее была показана в титрах её фильма «К-12».
Песня «Play Date», первоначально выпущенная в делюксовом издании Cry Baby в 2015 году, стала одной из 100 самых популярных песен на Spotify в США после того, как стала популярной в приложении для обмена видео TikTok. В настоящее время Мартинес готовит музыкальное видео на «Play Date», которое она планирует снять у себя дома.

### 2023 — настоящее
18 февраля 2023 года, после архивации всех своих сообщений в Instagram, Мартинес представила свой третий студийный альбом Portals, опубликовав в Instagram видеоролик с грибом в туманном, похожем на сон лесу, на ножке которого выгравирована надпись «RIP Cry Baby», сопровождаемая фрагментом новой песни. Ещё несколько тизеров были опубликованы в течение следующих нескольких дней на всех её платформах социальных сетей. 17 марта 2023 года песня «Death» была выпущена в качестве лид-сингла альбома. Мартинес выступила на фестивале Lollapalooza 2023 19 марта для продвижения альбома Portals, который вышел 31 марта.

## Влияния
В качестве повлиявших на неё исполнителей певица называет The Beatles, Neutral Milk Hotel, Feist, Кимбру, Фиону Эппл, CocoRosie и Ариану Гранде.

## Сотрудничество и продукты
Мелани Мартинес сотрудничала с косметической компанией Lime Crime, выпустив две «эксклюзивные» помады: синюю помаду под названием «Cry Baby» 17 августа 2015 года и коричневую помаду под названием «Teddy Bear» 9 марта 2016 года. 25 октября 2016 года вышел рекламный ролик для нового аромата под названием Cry Baby Perfume Milk. Он был напрямую распространен лейблом Martinez, первым лейблом, который распространял аромат.

## Публичный имидж
В шестнадцать лет, после просмотра фильма «101 далматинец», Мартинес покрасила половину своих волос в белый цвет в стиле Круэллы де Виль. Она стала известной благодаря внешнему виду, а также её нарядам в стиле «куколки» в музыкальных видео и во время выступления.

## Личная жизнь
Мартинес бисексуальна.
Три года была в отношениях с музыкальным исполнителем Оливером Три.

## Дискография
Студийные альбомы
- Cry Baby (2015)
- K-12 (2019)
- Portals (2023)

## Фильмография

### Фильм
| Год  | Название | Роль   | Примечания                                                   |
| ---- | -------- | ------ | ------------------------------------------------------------ |
| 2019 | K-12     | Плакса | Также сценарист, режиссёр, художник по костюмам и композитор |

### Телевидение
| Год  | Название  | Роль                  | Примечания |
| ---- | --------- | --------------------- | ---------- |
| 2012 | The Voice | Самой себя/ Участница | Сезон 3    |

### Интернет
| Год       | Название     | Роль       | Примечания             |
| --------- | ------------ | ---------- | ---------------------- |
| 2019–2020 | Extra Credit | Самой себя | сериал YouTube Premium |

## Туры

### В качестве хедлайнера
- Dollhouse Tour (2013—2014)
- Cry Baby Tour (2015—2016)
- K-12 Tour[англ.] (2019—2020)
- Portals Tour (2023-2024)

### В качестве разогревающего исполнителя
- Линдси Стирлинг — The Music Box Tour[англ.] (2014—2015) — Выборочные концерты
- Адам Ламберт — The Original High Tour[англ.] (2016) — Австралия и Новая Зеландия